# Francisco Franco Salgado-Araujo
Francisco Franco Salgado-Araujo, connu familièrement sous le nom de Pacón (Ferrol, 1890 - Madrid, 1975), était un officier militaire espagnol, cousin au second degré du général Francisco Franco, chef de l'État espagnol de 1936 à 1975. 
Orphelin de bonne heure, Pacón fut recueilli par les parents de Francisco Franco, auprès de qui il passa son enfance à Ferrol, puis aussi ses années de formation militaire à Tolède. Il s’engagea dans l’armée du Maroc en même temps que le futur Caudillo, et fut à ses côtés, comme aide de camp, à Madrid et à Saragosse, où son cousin avait été nommé directeur d’une nouvelle Académie militaire en 1927, ainsi que lors de la révolution asturienne de 1934, que le Caudillo fut chargé de réprimer par le gouvernement espagnol. Il aida à préparer le coup d’État de juillet 1936 et continua d’assister son cousin tout au long de la Guerre civile qui s’ensuivit. 
Pendant la dictature franquiste, il mena une carrière dans l’armée tout en assumant la fonction de chef de la Maison militaire du Caudillo, jusqu’à sa retraite en 1956. Réputé être l’un des plus proches collaborateurs de l’entourage personnel de Franco, de qui il fut l’indéfectible confident, il laissa de ses conversations avec le général Franco, et avec d’autres militaires de haut rang, un précieux compte rendu publié à titre posthume dans deux écrits en 1976 et 1977, souvent sans complaisance envers son cousin et son entourage, en dépit de l’admiration qu’il lui vouait. 

## Biographie

### Jeunes années et formation
Francisco Pacón Franco Salgado-Araujo, né en 1890, fait partie d’une fratrie de 11 enfants. Il devint orphelin très tôt, puisque ses parents moururent jeunes, la mère en 1894, le père en 1901. La pension versée par l’État à la famille de Pacón après la mort de son père n’était que de 75 pesetas par mois, c’est-à-dire le salaire d’un ouvrier des chantiers. Les parents de Francisco Franco Bahamonde se firent alors les tuteurs des orphelins, de sorte que les enfants Franco Salgado-Araujo étaient particulièrement proches de leurs cousins, les Franco Bahamonde, à telle enseigne que Pacón écrira que « Pilar [la mère de Francisco Franco] fut une seconde mère pour moi »,. Pour différencier Francisco Franco Bahamonde (le futur Caudillo) d'avec son cousin Francisco Franco Salgado-Araujo, le premier nommé, plus jeune et de stature fluette, était désigné par Paquito, diminutif de Paco (hypocoristique de Francisco), et le second, plus grand et plus robuste, par l’augmentatif Pacón. L'un des frères, Miguel Franco Salgado-Araujo, sera tué au combat au Maroc en 1924.
Comme ses cousins, et conformément à la tradition familiale, Pacón se destinait à la carrière d’officier de marine, et se proposait de s’inscrire à l’Académie navale de Ferrol, mais alors même qu’il attendait sa convocation au concours d’entrée, au printemps 1907, survint l’annonce inopinée de la fermeture de cet établissement,. En effet, après la défaite à Cuba, le commandement de la marine se retrouva avec un excédent d’officiers et limita aussitôt l’accès à l’académie ; en 1901, l’académie était restée fermée pendant un temps, puis avait rouvert ses portes en 1903, avant de les fermer de nouveau en 1907,. À Pacón, comme à son cousin Paquito, pris de court lui aussi, l’Académie d’infanterie de Tolède tiendra lieu de substitut, tandis que Ramón, frère cadet de Franco, né en 1896, fera carrière dans l’aviation, après être passé lui aussi par l’Académie de Tolède,. Aussi plusieurs jeunes hommes du Ferrol — Francisco Franco, Pacón, mais aussi Camilo Alonso Vega — qui se destinaient à la marine se retrouvèrent-ils un peu plus tard à l’Académie de Tolède, qui avait en 1905 réoccupé la presque totalité des locaux de l’Alcazar, après le très grave incendie de 1887.
Quoique la promotion admise cette année-là à l’Académie de Tolède ait été assez importante — 382 garçons, dont le cousin Paquito —, un millier d’autres avaient été recalés, dont Pacón, pourtant l’aîné de deux ans de Paquito, qui ne devait entrer à l’Académie que l’année suivante,. Du reste, Pacón avait auparavant déjà pris quelque retard sur son cousin dans ses études secondaires, les facultés intellectuelles de ce dernier étant sensiblement plus développées que les siennes. À l’Académie, les deux cousins retrouvaient, outre Camilo Alonso, plusieurs autres compagnons d’études et de jeux, et allaient faire connaissance avec de nouveaux camarades, scellant autant d’amitiés indéfectibles, que Pacón et Franco conserveront toute leur vie, ; en effet, ces compagnons de l’enfance et de l’adolescence, qui avaient partagé les jeux, les études et les combats du futur Caudillo — à Ferrol, Alonso Vega, Pedro Nieto Antúnez, Juan Antonio Suanzes, soit les Galiciens, et à Tolède, Juan Yagüe et Esteban Infantes, soit les Tolédans —, qui tous entreront dans la carrière militaire, et qui pour certains l’accompagneront au Maroc et à Oviedo, sont aussi ceux que l’on retrouvera près de Franco pendant la Guerre civile et qui joueront les premiers rôles sous le dictature franquiste.
C’est donc en août 1908, un an après son cousin Francisco Franco, que Pacón commença sa formation militaire à  l’Académie de Tolède, que dirigeait alors le colonel José Villalba Riquelme et dont Pacón sortit en juillet 1911 avec le grade d’enseigne. Il fut ensuite versé d’abord dans le Régiment d’infanterie de no 8 à Zamora, avant de d’accomplir deux années de garnison à Ferrol, où il renforça son amitié avec Franco et avec Alonso Vega.
Entre-temps, il ne cessa de solliciter, comme le faisaient de leur côté Franco et Camilo Alonso, une affectation au Maroc,. En 1912, à la faveur d’une recrudescence des combats et d’une carence d’officiers subalternes dans le Protectorat, Franco, Pacón et Alonso Vega sollicitèrent à nouveau leur envoi au Maroc, faisant appuyer cette fois leur demande par toutes les recommandations possibles, y compris celle du père de Franco. Le colonel Villalba Riquelme, qui venait de prendre le commandement d’un régiment à Melilla, réclama et obtint leur affectation, après amendement du règlement qui l’interdisait jusqu’alors. En février 1912, les trois quittèrent donc Ferrol pour le Maroc, au titre de « surnuméraires » mis à la disposition du capitaine général du Protectorat, et débarquèrent à Melilla le 12 du même mois.

### Carrière militaire au Maroc
Pacón se vit ainsi entraîné dans un conflit où s’entremêlaient les intérêts de l’Espagne, de la France et du Royaume-Uni, principalement, et dans lequel l’Espagne s’engagea avec témérité, sous la pression, d’une part, d’une armée désireuse de se dédommager des défaites subies dans les colonies d’outremer, et d’autre part, d’une oligarchie financière ayant des intérêts, essentiellement miniers, dans le Maghreb. La question du Maroc avait été réglée le 16 janvier 1906 par la conférence internationale d’Algésiras, où, estime Andrée Bachoud, « les Espagnols, flattés d’être enfin associés à une négociation internationale après tant d’années d’isolement diplomatique, signent alors l’accord le plus négatif qui leur ait été proposé jusque-là, car il confirme leur autorité au Maroc sur le territoire le moins contrôlable qui soit : la chaîne du Rif, qui en constitue l’axe principal, aligne sur 300 kilomètres ses sommets coupés de cols impraticables ». La fréquence des combats et les très lourdes pertes espagnoles infligées par les Rifains insurgés rendaient nécessaires un renouvellement constant des cadres et la mise à contribution des jeunes officiers.
En 1909, les Rifains attaquèrent les ouvriers qui construisaient la voie ferrée unissant Melilla aux mines de fer dont l’exploitation était imminente. L’Espagne envoya des renforts, mais elle contrôlait mal le terrain et manquait d’une base logistique. Ce fut l’origine du désastre de Barranco del Lobo de juillet 1909, qui avait si fortement impressionné les cadets de Tolède. La réaction militaire espagnole qui s'ensuivit avait permis d’étendre l’occupation de la zone côtière du cap de l’Eau jusqu'à la pointe Negri. Mais à partir de septembre 1911, le chef de la résistance rifaine El Mizzian reprit ses opérations de guérilla, causant de lourdes pertes à l’armée espagnole. En août, le président du Conseil José Canalejas prit prétexte d’une agression kabyle sur les bords du fleuve Kert pour donner mission à un corps de troupes d’élargir les frontières de la zone espagnole, nouvelle campagne contre laquelle la population espagnole protesta par l’insurrection de l’automne 1911. Cependant, en mars 1912, le sultan du Maroc accepta officiellement l’instauration d’un protectorat français sur tout le pays, et en novembre, Paris et Madrid scellèrent l’accord formel qui cédait à l’Espagne une certaine « zone d’influence » grande d’à peine 5 % du territoire, qui fut proclamée telle en février 1913, un an après l’arrivée de Pacón et de Franco en Afrique,.
Là, Pacón s'intégra dans le cycle, ininterrompu depuis le début des opérations, des missions de reconnaissance et de protection des convois de ravitaillement, et de surveillance des postes isolés. Tous ces affrontements se situent dans le cadre limité d’une défense de territoire et de la nécessité de défendre quelques points stratégiques. Néanmoins, pour Pacón autant que pour Franco et leurs compagnons d’armes, tout cela prend des allures d’épopée, tout en constituant un très beau tremplin pour les militaires soucieux de faire carrière. Éloignés des conflits continentaux, Pacón et ses compagnons y trouvaient avec la même emphase une guerre à la mesure de leur vision du monde. En 1912, officier dans le 13e régiment d’infanterie Mallorca, Pacón participa à la campagne de Melilla, notamment aux opérations de Tumiats et de Zarrora, obtenant par ses mérites de guerre la Croix de 1re classe du Mérite militaire ainsi que la médaille de Melilla. 
Fin 1917, Pacón fut destiné à la garnison d’Oviedo, en compagnie de Camilo Alonso Vega, par une sorte de transfert à l’arrière-garde faisant suite à leurs longues périodes de service dans le Protectorat,, et arriva ainsi dans la capitale asturienne un an après Franco. Ce dernier, n’ayant pu, au terme de sa période de convalescence après sa grave blessure de 1916, trouver de poste vacant pour un commandant chez les Réguliers indigènes, avait quitté le Maroc à la fin de février 1917,.
En août 1921, monté au grade de capitaine, il fut destiné à la Légion étrangère. Blessé à la tête à Sidi-Hamet, puis à la jambe gauche dans le fortin de Sebt, il se vit décerner la médaille de Souffrances pour la patrie (medalla de Sufrimientos por la Patria). Il se distingua encore dans les nombreux combats auxquels il fut amené à prendre part, ce dont il fut récompensé par une promotion pour mérites de guerre au grade de commandant le 31 juillet 1922.

### Dictature de Primo de Rivera et Deuxième République
Aux côtés d’autres anciens compagnons d’Afrique, tels que Millán-Astray, Varela, Orgaz et Mola, Pacón fit partie, à titre d’assistant personnel, de l’état-major de Franco pendant les deux ans que celui-ci passa à Madrid, de 1926 à 1927, amorce de la longue période où Pacón resta à ce poste, lequel devait acquérir une importance croissante au fil du temps.
En mars 1927, Franco fut chargé par Primo de Rivera de diriger la commission qui devait mettre en chantier un nouvel établissement d’enseignement militaire, tâche à laquelle Franco se voua corps et âme en suivant de près les travaux de construction,, et à laquelle fut associé également Pacón à partir de février 1928, en tant qu’aide de camp, puis aussi comme professeur de tactique et armement ; Alonso Vega contribua également au projet. À l’avènement de la république en 1931 et l’arrivée au pouvoir d’un gouvernement de gauche, l’Académie de Saragosse fut supprimée par le nouveau ministre de la Guerre Manuel Azaña et Franco connut une période d’ostracisme. Celle-ci prit fin en février 1932, quand Franco retrouva du service comme préfet militaire de La Corogne, où il choisit derechef pour aide de camp son cousin Pacón.
Durant le biennat conservateur (novembre 1933-février 1936), Franco, nommé par le nouveau gouvernement chef d’état-major et chargé de mener la répression contre la Révolution asturienne d’octobre 1934, se laissa assister de Pacón et de deux officiers de la marine de sa confiance qui contrôlaient les opérations,.
Après la victoire électorale du Front populaire au printemps 1936 et l’installation d’un gouvernement de gauche, Franco fut muté en mars 1936 à Tenerife, comme commandant militaire des Canaries. L’hostilité vis-à-vis de Franco étant palpable sur l’île, et Carmen Polo s’en effrayant, Franco requit un groupe de jeunes officiers et sous-officiers d’organiser à son usage une garde informelle, appelée à escorter la famille Franco dans presque tous ses déplacements ; c’est Pacón et le chef administratif de la division qui furent alors chargés du dispositif de sécurité. À la mi-juillet, c’est également Pacón que Franco pria de réserver un passage pour sa femme et sa fille sur un paquebot allemand en partance pour le Havre, qui devait lever l’ancre six jours plus tard, afin de les éloigner du danger.

### Coup d’État de juillet 1936 et Guerre civile
Pacón assistera Francisco Franco durant la préparation du coup d’État de juillet 1936. Le 18 juillet 1936 à 5 heures du matin, le général Franco, après avoir pris connaissance du coup d’État au Maroc survenu la veille, proclama l’état de guerre à Ténériffe. Face à la tension provoquée par cette décision à Las Palmas, où les militants de gauche étaient nombreux, le cousin Pacón fit tirer quelques coups de canon de petit calibre pour disperser la foule, ce qui permit à Franco, à Pacón et au journaliste Luis Bolín de gagner l’aérodrome de Gando pour s’embarquer à bord du Dragon Rapide qui devait les emporter vers Tétouan.
Pendant la Guerre civile, dès août 1936, Franco avait constitué à Cáceres un embryon de gouvernement dont faisaient partie son frère Nicolás, Luis Bolín, Millán-Astray, Sangróniz, et son cousin Pacón, secrétaire particulier d’un dévouement absolu,,. Pacón apparaissait en effet comme le prototype de militaire loyal, satisfaisant donc à l’exigence fondamentale de loyauté au Caudillo et apte à dissiper la méfiance que nourrissait le Caudillo à l’égard des intrigues politiques. Il fut sans doute la seule personne, avec sa femme Carmen Polo, devant qui Franco s’exprimait ouvertement.
Tout au long de la Guerre civile, Pacón demeura comme aide de camp aux côtés de son cousin, y compris après que celui-ci eut été désigné chef de l’État et commandant suprême (generalísimo) de la zone nationaliste. Après l’instauration de la dictature franquiste, il fut nommé chef en second de la Maison militaire du Caudillo et chef de son Secrétariat particulier et militaire, occupant ce dernier poste jusqu’à la mort de Franco en 1975. La Maison militaire était composée de quatre compagnies d’infanterie, logées dans des baraquements proches, en plus d’une douzaine d’unités spécialisées et d’un détachement de la Garde civile.

### Après-Guerre civile
Pacón devint chef de la Maison militaire de Franco en 1954 et remplira cette fonction jusqu’à sa mise à la retraite le 7 août 1956 et son remplacement par le général Antonio Barroso Sánchez-Guerra. Toutefois, il restera présent au Pardo même après son départ à la retraite.
Sur le plan militaire, Franco Salgado-Araujo fut promu en 1945 général de division et récompensé par la grand croix de l’ordre de Saint-Herménégilde. En avril 1950, il fut nommé commandant en chef de la 11e division de l’armée franquiste, en garnison à Madrid, poste qu’il occupa pendant près de trois ans, jusqu’à être promu lieutenant-général et nommé capitaine général de la Ve Région militaire (c’est-à-dire celle de Saragosse), puis du Corps d’armée Aragon V. Francisco Franco Salgado-Araujo exerça encore comme chef de la 15e Brigade d’infanterie, comme commandant militaire des Baléares, comme chef supérieur des Forces militaires du Maroc, comme commandant militaire des Canaries et comme chef de l’armée d’Afrique et du Haut Commissariat d’Espagne au Maroc. Il était récipiendaire de nombreuses décorations tant nationales qu’étrangères.
Le 17 décembre 1970, lui et Alonso Vega et Nieto Antúnez incitèrent Franco à saluer et à haranguer la foule immense qui s’était massée sur la Plaza de Oriente à Madrid pour soutenir le régime et pour protester contre la propagande anti-espagnole, alors que Franco lui-même hésitait, craignant que la foule ne soit pas assez nombreuse.
En dépit de l’admiration qu’il éprouvait pour le Caudillo, Pacón, à l’image d’autres vieux camarades du Caudillo tels que Muñoz Grandes, se désolait du train de vie de l’entourage de Franco, en particulier de la manie de sa femme de collectionner les meubles anciens, et ira jusqu'à noter au moment de son départ à la retraite : « La consolation qui me reste est que j’abandonne le commandement de la Maison militaire pour ne plus avoir à regarder et supporter tant de choses que je réprouve et qui me remplissent de tristesse. » Fort critique aussi sur la passion cynégétique du Caudillo, il tenait registre des parties de chasse du Caudillo, faisant observer que durant le mois de novembre 1955, Franco avait passé 17 jours à la chasse, et donc voué 13 jours au plus aux affaires de l’État, ce qui donne, selon sa propre expression, « une impression de frivolité » ; Franco lui apparaissait plus préoccupé par la chasse, la pêche et la production agricole de sa ferme que par les affaires de l’État. Cependant, si la portée politique de ces parties de chasse lui échappait, il voyait bien qu’elles étaient de véritables bourses d’affaires au cours desquelles des industriels, des importateurs ou de grands propriétaires fonciers obtenaient des faveurs, des dérogations fiscales, et (au temps de l’autarcie) des licences d’importation.
Pacón déplorait aussi la froideur de son cousin, si froid que souvent « il glace les meilleurs de ses amis ». En août 1956, il ne put dissimuler son amertume lorsque, atteint par la limite d’âge, il doit abandonner la direction de la Maison militaire du Caudillo, de qui l’« indifférence devant son départ » l’affecta beaucoup,. Il qualifie le marquis de Villaverde, gendre de Franco, de « personne superficielle à l’extrême », et redoutait l’influence croissante de la famille Martínez-Bordiù sur le chef de l’État.
Il réprouvait les « éloges dithyrambiques » dont on couvrait le Caudillo, cet « encens inutile », et notait avec satisfaction la réserve dont les Aragonais et la population de Burgos avaient fait preuve en juin 1955,. Il critiquait les dépenses somptuaires du régime, en particulier les fréquents déplacements en province de Franco, déplorant que « son Excellence ne se rend pas compte du coût de chacun des voyages qu’elle accomplit. La quantité de gens que l’on mobilise (dont beaucoup sans la moindre nécessité) ! […] C’est un gaspillage énorme qui suppose des millions de devises qui feront défaut à l’Espagne »,.
Vers la fin des années 1950, Pacón ne comprit pas l’intérêt de la nouvelle politique économique et déplorait devant Franco la « faiblesse du gouvernement mal préparé à résoudre les problèmes économiques ». Lui et Franco ne cessaient de débattre sur le livre de Hugh Thomas relatant l’histoire de la Guerre civile, ouvrage qui affectait beaucoup Franco. En avril 1961, Pacón informa Franco, qui venait de s’indigner de l’existence de bidonvilles à Séville, qu’il existait aussi des bidonvilles semblables autour de Madrid et de Barcelone,,.
Francisco Franco Salgado-Araujo a été inhumé dans le cimetière de Mingorrubio près de Madrid où son cousin sera ré-enterré en octobre 2019 au côté de son épouse Carmen Polo.

### Vie privée et concussions
Francisco Franco Salgado-Araujo se maria deux fois, la première avec María Luisa Revilla Vidal (1890-1939) et la deuxième fois avec María del Pilar de la Rocha Nogués (1909-1999). 
À côté de ses activités professionnelles comme militaire, Pacón fut également impliqué dans les affaires de concussion du franquisme, à l’instar d’un bon nombre des membres de la famille et du clan Franco. Ainsi se vit-il confier des charges dans différents conseils d’administration, fondations ou entreprises au titre de représentant de l’État, comme p. ex. dans la fondation Hogares Infantiles Hispano-Argentinos (« Foyers hispano-argentins de l’enfance »), créée par lui-même en 1943, et fut-il nommé sous-commissaire de la Banco de Crédito local d’Espagne en 1956.

## Œuvre écrite
En 1956, Franco Salgado-Araujo publia, en collaboration avec Luis de Galinsoga, une monographie sur son cousin, Centinela de Occidente (littér. Sentinelle de l’Occident), qui s’inscrit dans la série des biographies dithyrambiques publiées en Espagne du vivant du Caudillo et qui, selon les termes de Bartolomé Bennassar, frisent l’impudeur, encore que le ton apologétique de l’ouvrage soit dû surtout à Galinsoga, l’un des plus ardents thuriféraires de Franco, Pacón au contraire se montrant habituellement plus sobre et peu porté à la flagornerie.
À sa mort, Francisco Franco Salgado-Araujo laissa derrière lui deux écrits, publiés posthumément : Mis conversaciones privadas con Franco (littér. Mes conversations privées avec Franco, paru en 1976) et Mi vida junto a Franco (littér. Ma vie aux côtés de Franco, paru en 1977).  Après avoir partagé son enfance avec son cousin, le general Francisco Franco, il resta à ses côtés pendant une série d’années décisives, et eut par là l’occasion de dialoguer librement avec lui. Mi vida junto a Franco constitue le recueil de ces entretiens privés, relatés au jour le jour. Pacón admirait son cousin, et conscient que celui-ci ne tenait pas un journal, il prit sur lui à partir de d’octobre 1954 de recueillir ses souvenirs pour la postérité et commença à consigner par écrit ses conversations avec Franco. Parallèlement, il notait un grand nombre d’observations, de souvenirs et d’anecdotes autour de plusieurs ministres et collaborateurs du Caudillo. Pacón poursuivit ce travail jusqu’au moment où, à partir de 1971, son état de santé se mit à se dégrader. Après sa mort, sa veuve Pilar Rocha Nogués publia en 1976 une version corrigée sous le titre Mis conversaciones privadas con Franco. Le livre fut fortement critiqué par quelques membres de la famille de Franco, encore que nul n’en ait signalé les erreurs ou les distorsions. La valeur de cette œuvre réside en ceci qu’elle constitue la transcription des opinions du Caudillo effectuée par une personne d’une loyauté absolue et soucieuse d’exactitude, s’efforçant donc aussi d’éviter de verser dans l’hagiographie. Pour l’historien Ricardo de la Cierva, « les conversations entre les deux cousins Franco sont authentiques et véridiques, d’autant qu’un grand pouvoir d’imagination n’est pas, parmi les multiples vertus de Franco Salgado, celle qui ressort le plus ». 
Pacón interrogeait Franco sur tout, sur la politique internationale et sur leurs communs souvenirs de guerre. Le Caudillo répondait volontiers, certes sans toujours se soucier de l’exactitude historique. Pacón ne cessa de maugréer au fil des jours, critiquant l’ennui au Pardo, la désinvolture qui y régnait vis-à-vis de l’argent etc. Vieux militaire, Pacón put agir comme réceptacle des confidences de la caste des anciens combattants et rapporter leurs propos, qui dénotent leur mécontentement, de nombreux officier supérieurs reprochant à Franco de ne plus se soucier des affaires de l’État, et surtout, note Andrée Bachoud, « d’avoir quitté leur monde ». Malgré l’« affection » et l’« admiration » que Pacón voue au Caudillo, ses propos témoignent d’une réelle liberté de ton, même si Pacón n’est pas un témoin impartial lorsque, passé la soixantaine, il dresse un bilan assez amer de ses rapports avec le Caudillo. En effet, ses illustres cousins notamment le traitaient de haut, et l’épouse de Franco, Carmen Polo, tenait à marquer ses distances en l’appelant ostensiblement « général ». Ricardo de la Cierva estime qu’en écrivant ces pages, et en apportant en particulier nombre de données sur les trafics dans lesquels trempaient tous ceux appartenant à l’entourage du Caudillo, Pacón était motivé par un « profond ressentiment » à l’endroit de son cousin. À la date du 19 août 1955 en effet, il évoque les trafics de la famille Franco et du Caudillo lui-même, représentant à celui-ci qu’« il ne me plaît pas que V.E. soit à la tête d’une Société anonyme au motif de votre fonction. Je crois qu’il eût été mieux que vous achetiez toutes les actions et que vous enregistriez la villa à votre nom, car c’est cela qui serait sérieux, d’autant plus que tout le monde sait que la villa est de V.E. et que là-bas se trouve Sanchiz comme collaborateur ou mandataire... ». Les commentaires qu’il fait à propos de Carmen Polo laissent également entrevoir un âpre conflit personnel : « il y a des jours », écrit-il, « où elle ne se supporte pas elle-même. Elle adopte un air de sévérité et de rigueur pointilleuse absurde... ».
Quoi qu’il en soit, les écrits de Franco Salgado-Araujo ont apporté aux historiens des éléments et des aperçus nouveaux permettant de mieux cerner la figure de Francisco Franco. Un exemple en est donné par Paul Preston, avec l’affaire des bombardements de Barcelone de mars 1938 ; ceux-ci avaient été ordonnés directement par Benito Mussolini, et Franco affirma alors qu’ils s’étaient produits sans qu’il en ait été informé. Cependant, Salgado-Araujo note qu’en 1967 Franco lui avait commenté que « tous les bombardements se faisaient toujours sur décision spéciale du commandement espagnol ».

### Ouvrages de Franco Salgado-Araujo
- (es) ( en collaboration avec Luis de Galinsoga), Centinela de Occidente. Semblanza biográfica de Francisco Franco, Barcelone, A.H.R., coll. « La epopeya y sus héroes », 1956, 467 p.
- (es) Mis conversaciones privadas con Franco, Barcelone, Planeta, 1976, 900 p. (ISBN 978-8432056253)
- (es) Mi vida junto a Franco, Barcelone, Planeta, coll. « Espejo de España », 1977, 403 p. (ISBN 8432056294)